# Ієронімус Франкен молодший
Ієронімус Франкен молодший (нід. Hieronymus Francken II 12 вересня, 1578, Антверпен — 17 березня, 1623, Антверпен) — нідерландський художник зламу XVI–XVII ст., представник раннього фламандського бароко. Спробував свої сили у всіх тодішніх жанрах.

## Життєпис
Походив з династії нідерландських художників. Батьки — Єлизавета Мертенс та Франс Франкен старший (1542—1616), що був художником. В родині було чотири сини і всі стануть художниками, до обдарованих відносять саме Ієронімуса Франкена молодшого.
Художню майстерність почав опановувати в майстерні батька. За документами він зарахований до гільдії св. Луки міста Антверпен 1605 року як учень свого дядька Амброзіуса Франкена старшого. Амброзіус Франкен відрізнявся віртуозним малюнком, працював разом із авторитетним тоді художником Франсом Флорисом і декотрий час працював у Фонтенбло в майстернях короля Франції. Ієронімус Франкен молодший був офіційно визнаний майстром 1607 року.
За припущеннями, Ієронімус Франкен молодший міг відвідати Париж, де його родич, Ієронімус Франкен старший, мав посаду королівського художника з 1594 року.

## Щабель обдарованості і жанри
Збережені твори Ієронімуса Франкена молодшого характеризують його як різнобічного художника. Він брався за створення біблійних композицій, сцен побутового жанру, натюрмортів.
Ним була створена низка картин з танцями шляхетного товариства кожен раз з новими деталями. Його релігійні композиції мають впливи більш авторитетних художників, серед котрих і Мікеланджело Буонарроті, його фреска у Ватикані «Страшний суд». Але він робив це у стилістиці фламандських майстрів, як Франс Флорис або Симон Перейнс, що відбув у Мексику.
Дещо новим було звертання до натюрмортів, галузь, що мало досліджена у творчості художника, серед них " Їжа бідняків " (назва, можливо, пізня, але досить точна) з її монохромними і сіро-коричневими фарбами, позбавленими усякого декоративного ефекту.
Художник і гравер Пітер ван дер Борх старший 1575 року надрукував і випустив у світ серію гравюр з кумедними сценами, де головними персонажами були мавпи. Художнє середовище Нідерландів, де точилося запекле змагання за прибутки і відслідковування за творчістю майстрів-конкурентів, сприйняло серію цих гравюр як нове слово і новий жанр в мистецтві. До створення кумедних сценок з мавпами звернулась відразу низка нідерландських майстрів, серед котрих були Ян Брейгель старший, Ніколас ван Верендал, Себастьян Вранкс, Давід Тенірс молодший та інші. Спробував власні сили у створенні картин жанру зінгеріс і він, незважаючи на невеликий щабель обдарованості у порівнянні з майстрами-сучасниками на кшталт Абрахама Брейгеля (1631—1697) або Йооса де Момпера молодшого  (1564—1635).
Художник помер у віці 44 роки і невідомо, яким би був пізній період його творчості.

## Галерея обраних творів

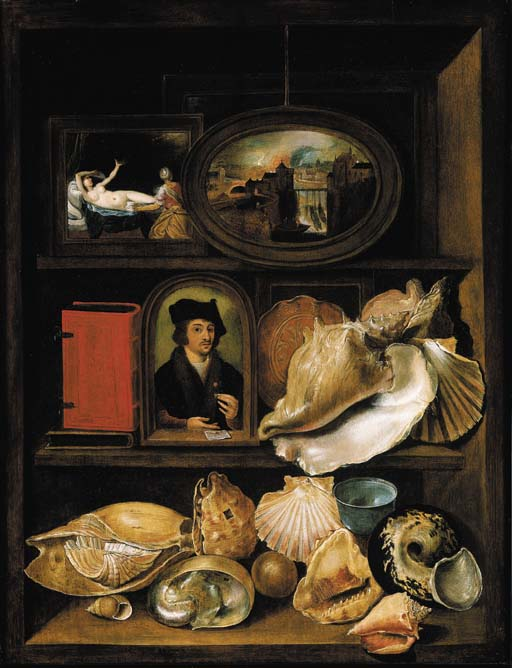
Ієронімус Франкен молодший. "Кабінетна поличка з мініатюрним живописом, двома книгами та мушлями ", Сотбі. 2001 р.

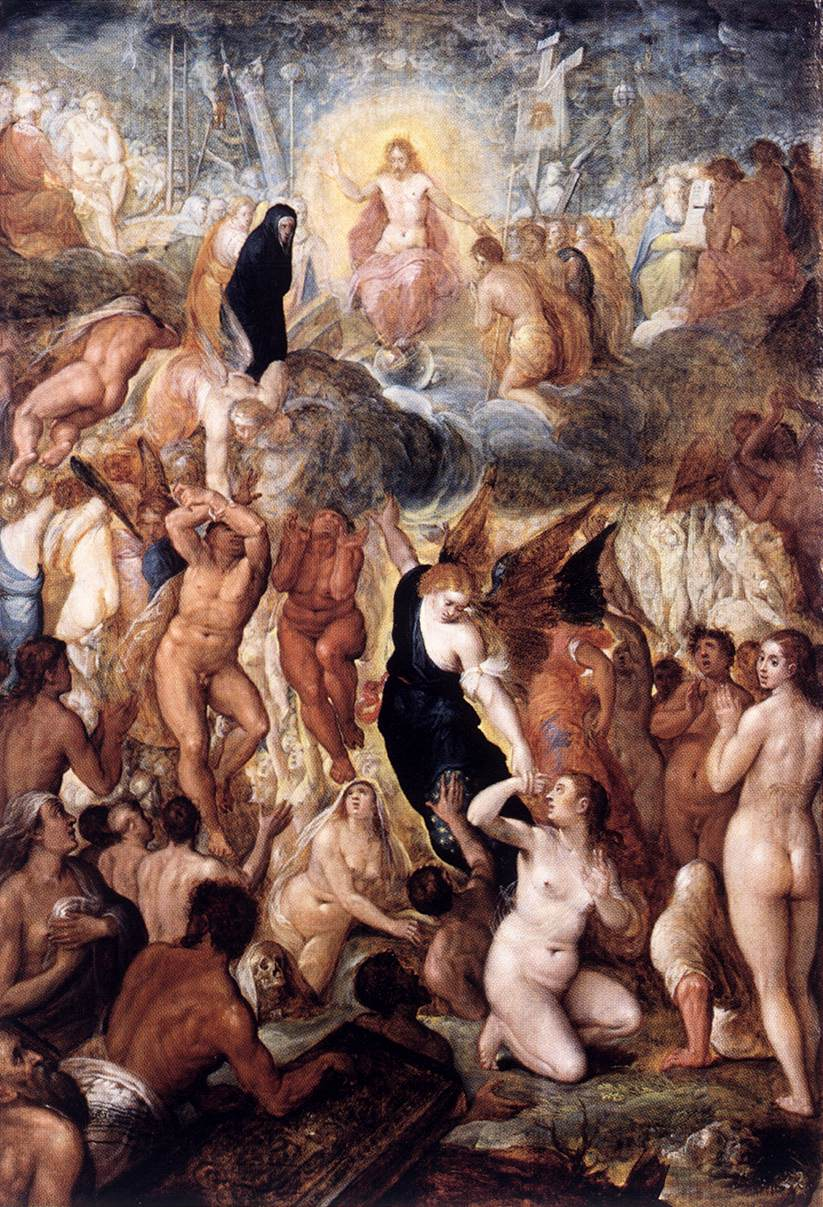
Ієронімус Франкен молодший. «Страшний суд»
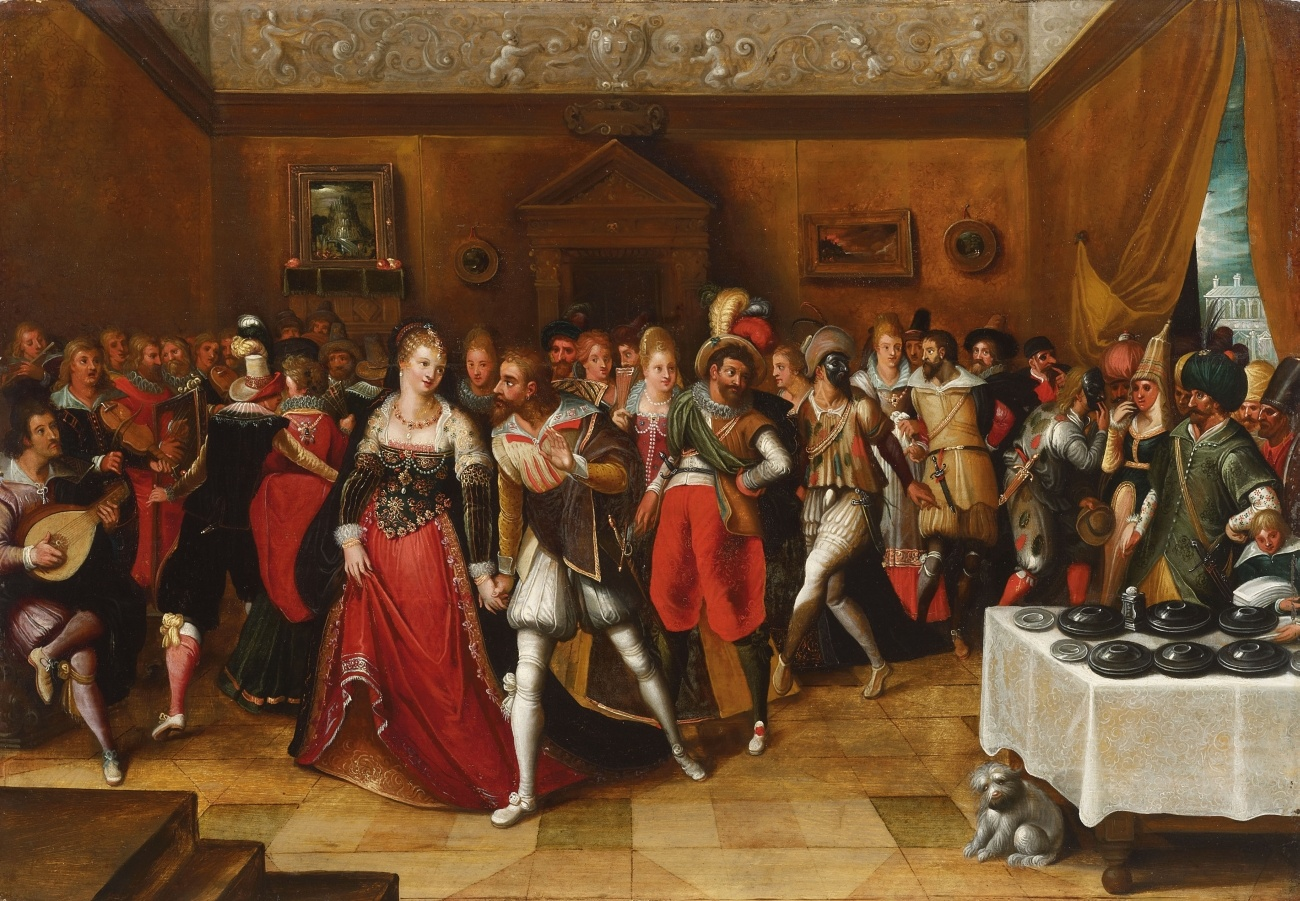
Ієронімус Франкен молодший. «Бал-маскарад в шляхетному товаристві»
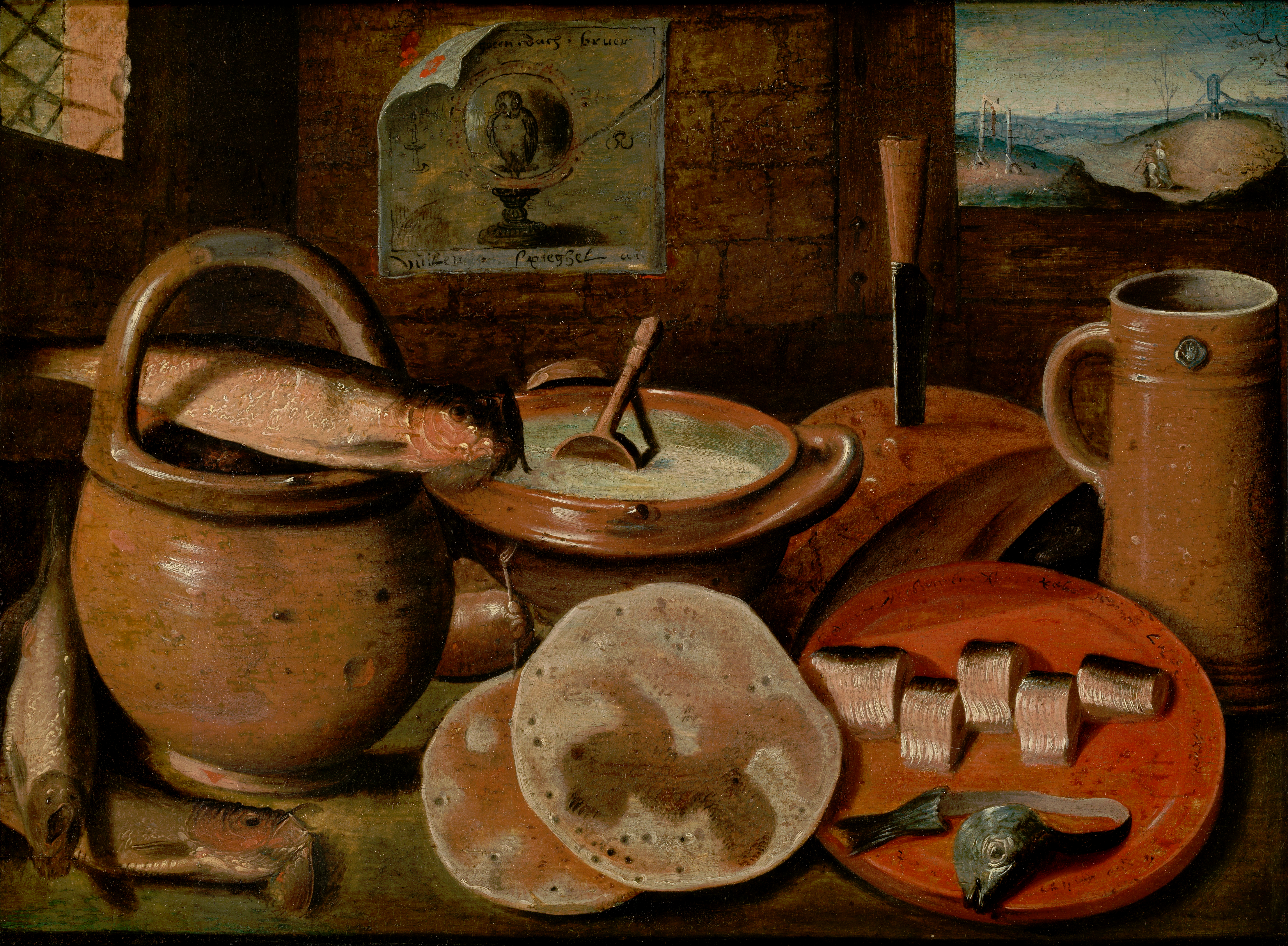
Ієронімус Франкен молодший. «Обід бідняків»
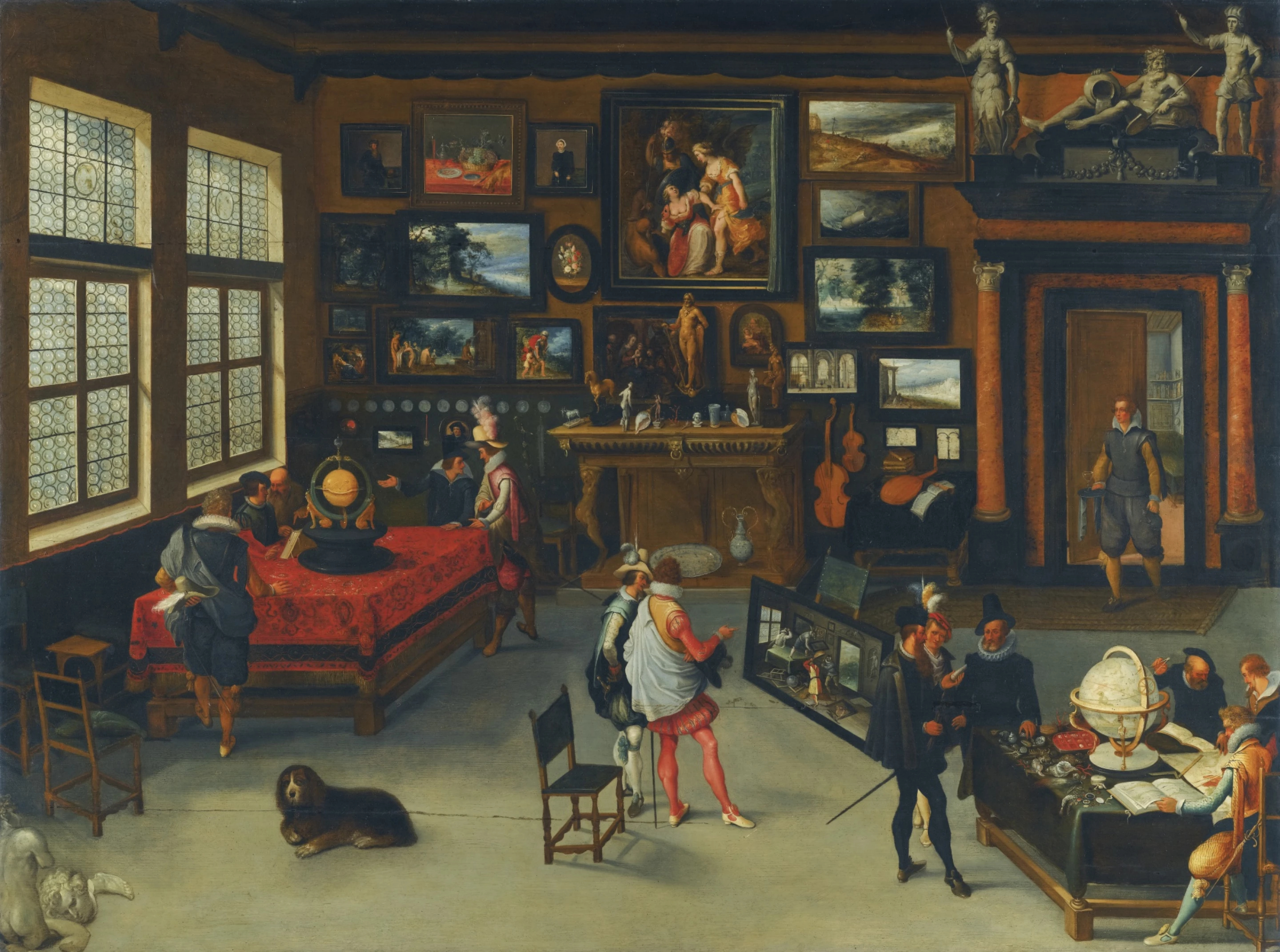
Ієронімус Франкен молодший. «Кабінет курйозів»
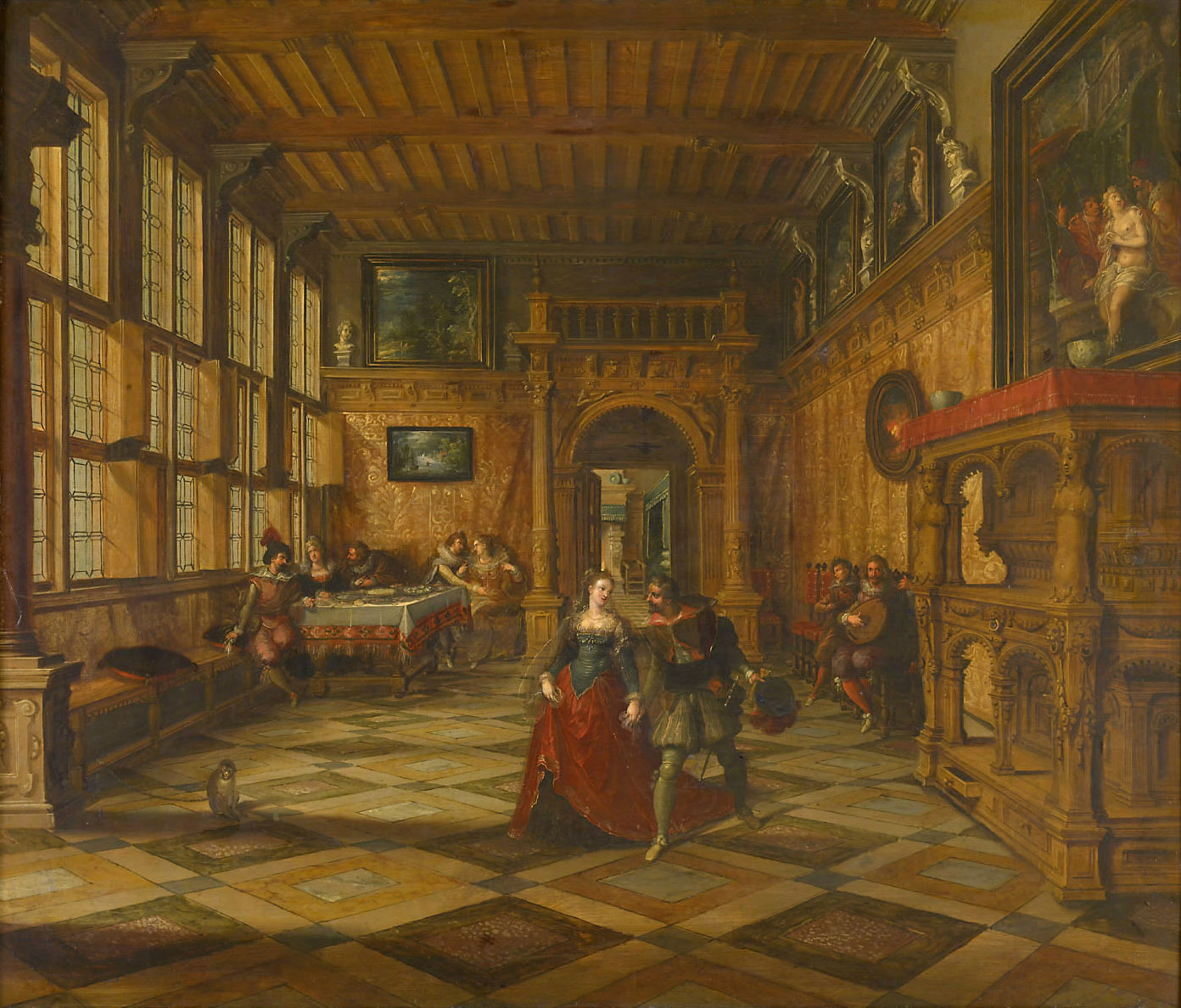
Ієронімус Франкен молодший. «Вечірка з танцями в багатому домі»
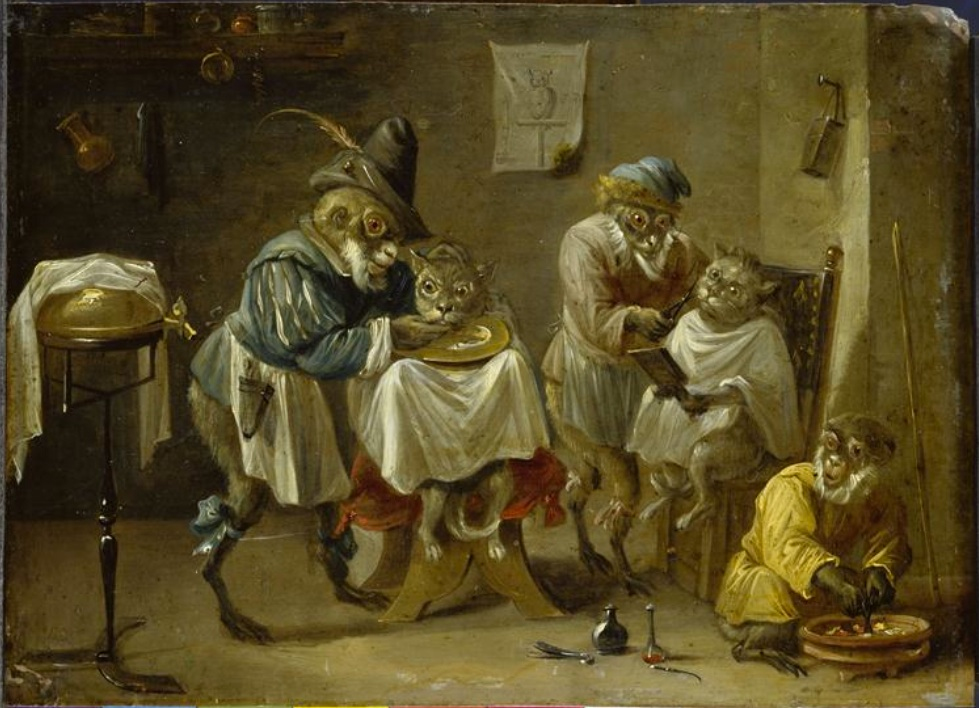
Ієронімус Франкен молодший. «Перукарня», початок 17 ст.